# Hilma Jalkanen
Hilma Jalkanen, född 7 oktober 1889 i Heinola, död 29 april 1964 i Helsingfors, var en finländsk gymnastiklärare.
Jalkanen verkade 1919–1938 vid flera finska läroverk i Helsingfors och var 1938–1958 lärare i pedagogisk gymnastik vid Helsingfors universitets gymnastikinrättning. Hon utvecklade en gymnastikmetod som byggde på fransmannen François Delsartes och amerikanskan Genevieve Stebbins idéer, såsom dessa utformats i 1930-talets Tyskland. Jalkanens metod är en dansbetonad rytmisk gymnastik, där även handredskap kommer till användning. Hon anförde de finländska damgymnastiktrupperna bland annat vid Berlinolympiaden 1936, Lingiaden 1949 (där de finländska damgymnasternas framträdande blev en stor framgång) och Helsingforsolympiaden 1952. Hon utgav Uusi naisvoimistelu (1930) och andra arbeten. Erhöll undervisningsråds titel 1957. 

## Utmärkelser
- Finlands idrottskulturs förtjänstkors i guld,  1948[2]
- Finlands Olympiska förtjänstkors av 1 klass,  2 december 1952[3]
- Finlands idrottskulturs stora förtjänstkors,  1963[2]

[Redigera Wikidata]